# كيم هيون هوي
كيم هيون هوي (هانغول 김현희) (مواليد 27 يناير، 1962) هي عميلة كورية شمالية مسؤولة عن تفجير رحلة الطيران الكوري 858 في عام 1987 والتي تسببت في مقتل 115 شخص.

## طفولتها
ولدت كيم هيون هوي لأب دبلوماسي ولهذا سكنت مع العائلة في كوبا لبضع الوقت وكانت من التلاميذ المتفوقين في الدراسة.
في البداية درست لتصبح ممثلة ومثلت في أول فيلم ملون من إنتاج كوريا الشمالية حيث لعبت دور فتاة هربت مع عائلتها من كوريا الجنوبية إلى كوريا الشمالية (حيث أنه في كوريا الشمالية يدرس أن الكوريين الجنوبيين يعيشون في فقر مدقع). وبعد تخرجها من المدرسة الثانوية دخلت إلى معهد بيونغ-يانغ للغات الأجنبية لدراسة اللغة اليابانية. ولم تكن قد بدأت في الدراسة حتى تم تجنيدها في سلك الجاسوسية.

## التدريب
بعد فترة قصيرة لانتسابها إلى سلك الجاسوسية الكوري الشمالي، أعطيت اسم جديد هو أوك هوا، وأرسلت للتدريب خارج بيونغ يانغ. ودرست في تلك الأثناء اللغة اليابانية على يد يايكو تاغوتشي أحد العديد من اليابانيين المختطفين من قبل كوريا الشمالية. بعد ذلك أرسلت كيم إلى الصين لدراسة اللغة الصينية ثم سافرت إلى أوروبا وكان ذلك أحد خطوات التدريب للإعداد للمهمة.

## رحلة الخطوط الكورية 858
في عام 1987 أعطيت كيم مهمة تفجير رحلة الخطوط الجوية الكورية KAL 858. حيث قيل لها بأن الأوامر قد صدرت بذلك مباشرة من القائد كيم جونغ إل نفسه، كما قيل لها إن نجحت العملية سيكون بإمكانها العودة والعيش مع عائلتها دون الحاجة للعمل بعد ذلك. اشترك معا في العملية كيم سونغ إل حيث سافرت معه إلى أوروبا بجواز سفر ياباني مزور باسم «مايومي هاتشيا» (蜂谷 真由美) على أنها ابنة كيم سونغ إل الذي كان له اسم مستعار هو شينإيتشي هاتشيا (蜂谷 真) والتقيا في بودابست بعملاء آخرين زودوهما بلوازم العملية. وبعد أن تركا القنبلة مخبئة في جهاز راديو في حجرة الحقائب في رحلة KAL 858 غادرت كيم هيون هوي وكيم سيونغ إل في أبوظبي وسافرا إلى البحرين. اعتقل الإرهابيان في البحرين بعد التحقيقات واكتشاف أن جواز سفريهما مزوران. قام كيم سيونغ إل بابتلاع حبة من السيانيد كانت مخبأة في سيجارة ومات. كيم هيون هوي أيضا قامت بمحاولة القيام بالشيء ذاته إلا أن الشرطة البحرينية انتشلت السيجارة من يدها عندما كانت تحاول ابتلاع السم. تم إعطائها العناية الطبية اللازمة ومن ثم أجريت التحقيقات معها.
في بداية التحقيقات صرحت بأنها من الصين ولها اسم باي تشوي هوي، إلا أن لهجتها باللغة الصينية لم تكن مقنعة. وبعد أن أدلت باعترافاتها على أنها من كوريا الشمالية تم نقلها إلى سيؤول تحت حراسة مشددة. وبعد شهادتها في اجتماع مجلس الأمن الدولي سمح لكيم بجولات للاطلاع على سيؤل خارج زنزانتها لرؤية الرخاء في المدينة والتي كانت تعتقد بأنها مدينة مدقعة في الفقر. في الفترة الأولى للتحقيقات أصرت كيم على أنها مواطنة صينية تعيش في اليابان إلا أنه بعد أن اتضح لها بأن ما كانت قد درست عن كوريا الجنوبية كانت أكاذيب اعترفت بتفاصيل عملية التفجير وبتورط كيم جونغ إل نفسه في العملية.
بسبب دورها في عملية تفجير الرحلة KAL 858 تم الحكم على كيم هيون هوي بالإعدام في مارس من عام 1989. إلا أن رئيس كوريا الجنوبية عفى عنها آخذا بعين الاعتبار بأن حكومة كوريا الشمالية هي من ورطت كيم وبأنها ضحية غسيل دماغ. بعد ذلك قامت بكتابة سيرة ذاتية عنوانها «دموع روحي» وتبرع بعوائد الكتاب إلى عوائل ضحايا الرحلة KAL 858.